# إنغو شولتس
إنغو شولتس (بالألمانية: Ingo Schultz) هو عداء سريع ألماني، ولد في 26 يوليو 1975 في لينغن في ألمانيا.

## وصلات خارجية
- إنغو شولتس على موقع الاتحاد الدولي لألعاب القوى (الإنجليزية)
- إنغو شولتس على موقع أوليمبيديا (الإنجليزية)